# Acacia leptoclada
Acacia leptoclada é uma espécie de leguminosa do gênero Acacia, pertencente à família Fabaceae.